# Vila Nova de São Bento e Vale de Vargo
Vila Nova de São Bento e Vale de Vargo est une paroisse civile portugaise (en portugais : freguesia) de la municipalité de Serpa dans le district de Beja. Elle est créée en 2013, par fusion des paroisses de Vila Nova de São Bento et Vale de Vargo.

## Géographie
La rivière Chanza ou Chança, affluent du Guadiana, s'écoule au sud de la paroisse. Elle fait office de frontière naturelle entre Vila Nova de São Bento et l'Espagne.

## Histoire
La paroisse est créée par la loi no 11-A/2013 du 28 janvier 2013 portant réorganisation administrative du territoire des freguesias, en fusionnant les paroisses de Vila Nova de São Bento et Vale de Vargo. Son nom officiel est União das Freguesias de Vila Nova de São Bento e Vale de Vargo et son siège est fixé à Vila Nova de São Bento.

## Démographie
Lors du recensement de 2021, Vila Nova de São Bento e Vale de Vargo compte 3 435 habitants.